# Prolixandromyces rhinoceralis
Prolixandromyces rhinoceralis är en svampart som beskrevs av R.K. Benj. 1981. Prolixandromyces rhinoceralis ingår i släktet Prolixandromyces och familjen Laboulbeniaceae.   Inga underarter finns listade i Catalogue of Life.